# Avraham Adan
Avraham « Bren » Adan (en hébreu  אברהם "ברן" אדן), né en octobre 1926 en Palestine mandataire et mort le 28 septembre 2012 à Ramat Ha-Sharon en Israël, est un général de l'armée israélienne, en service de 1947 à 1973. Dès 1943, il rejoint la Palmah. Durant la guerre israélo-arabe de 1948-1949, il prend part à l’opération Ouvda.

## Biographie
En 1949, il fonde la première unité de chars Sherman de l’armée israélienne. Lors de la crise du canal de Suez, alors colonel, il commande la 7e brigade blindée dans le Sinaï.
Lors de la guerre du Kippour, il commande plusieurs divisions blindées et d'infanteries mécanisées israéliennes sur le front du Sinaï.
De 1974 à 1977, il est attaché militaire à l’ambassade israélienne de Washington.

## Source
- (en) Cet article est partiellement ou en totalité issu de l’article de Wikipédia en anglais intitulé « Avraham Adan » (voir la liste des auteurs).